# DSA-661
La DSA-661 es una carretera perteneciente a la Red Secundaria de la Diputación Provincial de Salamanca que une las localidades de Pedrosillo el Ralo y Villaverde de Guareña.

## Origen y Destino
La carretera  DSA-661  tiene su origen en Pedrosillo el Ralo en la intersección con la carretera  N-620 , y termina en el casco urbano de Villaverde de Guareña, formando parte de la Red de carreteras de Salamanca.